# 美松百貨店
美松百貨店（みまつひゃっかてん）は、かつて東京府東京市麹町区（現・東京都千代田区）にあった日本の百貨店である。

## 歴史

### 移転先を巡る伊勢丹の内部対立
関東大震災の後の昭和初期には伊勢丹本店は神田区 (現・千代田区神田)旅篭町2丁目にあり、初代小菅丹治のころから40年以上続いた店舗あった。
しかし、関東大震災以降年を追うごとに神田が都心では無くなり、今後の改善も見込めない事から移転先を検討していた。
移転先の候補地として日比谷や新宿の他、銀座や日本橋なども候補に挙がった。
その中で、初代小菅丹治が1910年（明治43年）に日比谷の旧中山侯邸跡の約1,000坪を借りて百貨店事業への進出を計画したことがあったことに加えて、1931年（昭和6年）に常磐生命保険（現在の朝日生命保険の前身の一つ）から同社が有楽町一丁目の角地に建設するへの出店を持ち掛けられた。
この日比谷への伊勢丹の出店構想について、2代目小菅丹治は3日間にわたって自ら交差点付近を観察したうえで、百貨店に向かないと判断してこの提案を断ることにした。
そして、関東大震災直後にのちの東京会館の横で1年間営業した新宿マーケットが好調だったことや、同時期同様に三越が新宿に開設したマーケットを拡張し「分店」としていることなどもあり、2代目小菅丹治と千代市の兄弟はその立地条件の将来性を高く評価して、新宿出店を主張していた。
しかし、東京市電気局所有の1,000坪を落札して進出する新宿への出店計画は、入札の保証金など巨額の費用が掛かり自社の資金だけでは困難なことや、1877年（明治10年）に創業の老舗ほていや百貨店が隣接していたが、百貨店が隣接して出店することが世界中で前例がないということなどから成功しないとして反対する意見が出て伊勢丹社内は分裂状態に陥った。
特に、伊勢丹の創立者である小菅丹治の弟で小菅合名会社代表社員を昭和3年1月14日に亡くなるまで務めた細田半三郎の息子で、2代目小菅丹治の従弟である細田昌靖が日比谷の常磐生命ビルへの進出を強く主張したため、2代目小菅丹治が日比谷出店計画の危険性を説いて説得を試みたが上手くいかなかった。

### 美松の設立から閉店後まで

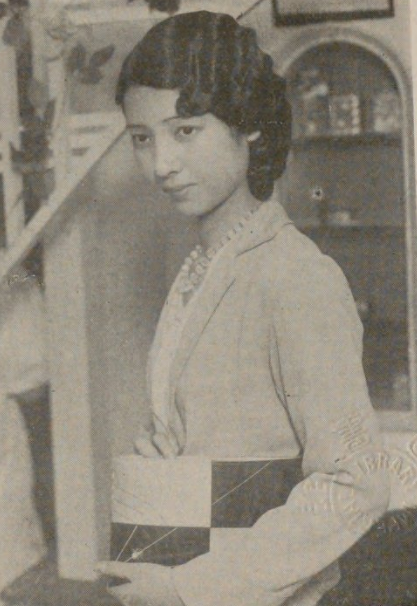
美松百貨店の売り子時代にスカウトされて不二映画の女優になった美松不二子

こうして1931年（昭和6年）7月に伊勢丹を退社した細田昌靖が常磐生命と共同で設立したのが、美松である。この美松の創業時には伊勢丹から細田と共に移籍する社員もいたため、伊勢丹側も社内の動揺に苦しむことになった。
そして、日比谷常磐生命ビルの地下1階から8階までを借り、「近代人の新百貨店」というキャッチフレーズを掲げて1931年（昭和6年）10月15日に美松百貨店が開店することになった。
しかし、美松百貨店は開業早々から経営方針を巡る対立が社内で生じたため、開業後7ヶ月足らずの1932年（昭和7年）5月に細田昌靖が退社してしまった。
その後も美松百貨店の経営は上手くいかず、1935年（昭和10年）6月15日に閉店となった。
美松は百貨店としての営業の終了後も地下の食堂だけは営業を継続したが、キャバレー銀座パレスを経営していた榎本正が買収したことから、1935年（昭和10年）9月に同月20日で明け渡しをする書類に美松百貨店側も押印することになった。
これを受けて、同年10月11日午後2時から裁判所と常磐生命の弁護士らによって立ち退きの強制執行を受け、強制的に営業を終えることになった。
この強制執行後に、店舗跡で榎本正がキャバレー美松の営業を行っている。
後に店舗跡のビルは所有する常磐生命保険が前川生命保険と帝国生命保険になったのちに朝日生命保険と合併により変遷したため朝日生命日比谷ビルとなり、その後日比谷マリンビルとなった。

## 参考資料
- ドキュメント小売商が亡ぶ時　田中政治著